# Meredith Stiehm
Meredith Stiehm (1969) é uma roteirista e produtora de televisão norte-americana, mais famosa por criar as séries de televisão Cold Case e The Bridge, e por também trabalhar nas séries NYPD Blue, ER e Homeland.

## Biografia
Stiehm cresceu em Santa Mônica, Califórnia, e se formou na Santa Monica High School. Ela então foi estudar dramaturgia na Universidade da Pensilvânia, formando-se em 1990.
Stiehm começou sua carreira como assisten no filme Batman Returns de 1992. No ano seguinte ela foi assistente do produtor Fred Roos em The Secret Garden. Em 1994 ela escreveu seu primeiro roteiro, o episódio "The Letter" da série Northern Exposure. Entre 1994 e 1996 ela foi roteirista de Beverly Hills, 90210.
Em seguida, ela trabalhou como roteirista em NYPD Blue e ER, também servindo como produtora em ER e The District. Em 2003, Stiehm criou a série Cold Case, servindo como roteirista e produtora executiva durante suas sete temporadas. Depois do fim de Cold Case, ela se juntou a equipe de Homeland e também criou a série The Bridge.